# Équipe de Belgique féminine de water-polo
L'équipe de Belgique féminine de water-polo est la sélection nationale représentant la Belgique dans les compétitions internationales féminines de water-polo. 
La sélection termine 5e du Championnat d'Europe féminin de water-polo 1985, 6e du Championnat d'Europe féminin de water-polo 1987 et 9e du Championnat d'Europe féminin de water-polo 1989.